# Revolutionary People’s Front
Le Revolutionary People’s Front est une organisation clandestine indépendantiste indienne. Créé le 25 septembre 1978 par Bisheswar Singh, le Revolutionary People’s Front est maoïste et revendique l'indépendance du Manipur.
Aidée d'abord par la Chine, l'organisation posséderait aujourd'hui des camps d'entraînement en Birmanie et au Bangladesh. Le Revolutionary People’s Front est placé sur la liste officielle des organisations terroristes de l'Inde.
Le Revolutionary People’s Front possède une branche armée, la People’s Liberation Army. Le groupe compterait entre quelques centaines et quelques milliers de militants.
En 1999, est formé le Manipur People's Liberation Front avec l'United National Liberation Front, le People's Revolutionary Party of Kangleipak et le Kangleipak Communist Party.